# Placa comemorativă a Tamarei Ciobanu
Placa comemorativă a Tamarei Ciobanu este un monument de for public din orașul Chișinău. Este amplasată în partea stângă a fațadei principale a clădirii de pe bd. Ștefan cel Mare și Sfânt, 132, cunoscută drept casa în care a locuit cântăreața de muzică populară Tamara Ciobanu (monument ocrotit de stat), la parter. Conform Registrului, a fost înființată în 1992. Tamara Ciobanu s-a născut în 1914 și a decedat în 1990.
Până în 2018, era indicată expres ca parte a monumentului ocrotit de stat.